# خسرو فرخزادی
خسرو فرخزادی (زاده ۱۳۱۸ – درگذشته ۱۷ فروردین ۱۳۹۴) بازیگر سینما، تلویزیون و گوینده، صداپیشه و کارگردان نمایش‌های رادیو اهل ایران بوده است.

## تحصیلات
در سال ۱۳۴۵ در دانشکده هنرهای زیبا تحصیلات خود را آغاز کرد و تحصیات تکمیلی خود را در فرانسه ادامه داد.

## فعالیت هنری
فرخزادی به واسطه عبدالحسین فهیم به رادیو آمد و توسط صادق بهرامی، مهین دیهیم و اکبر مشکین در آزمون ورودی و سپس در امتحان شفاهی رادیو قبول شد و سپس در برنامه جوانان مشغول به کار شد. پس از چند سال کار به داستان شب دعوت شد و پس از ۱۰ سال بازیگری در نقش‌های متفاوت و کسب تجربه، وارد عرصه کارگردانی تئاتر رادیویی شد و ۴۰۰ نمایش رادیویی را برای برنامه «رادیو دو» ضبط کرد و فعالیت‌های خود را در این عرصه ادامه داد.

## درگذشت

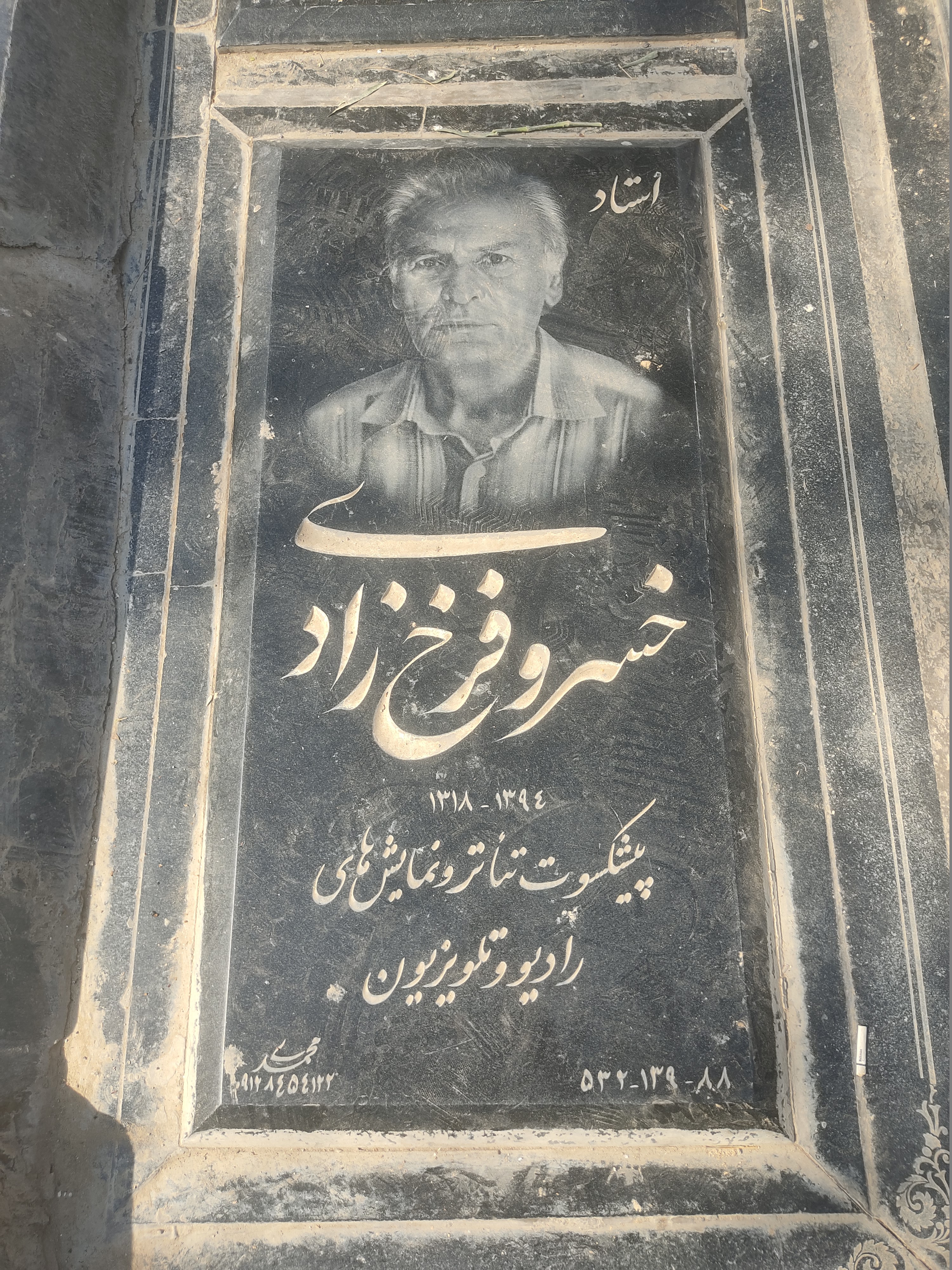
قبر خسرو فرخزادی در قطعه هنرمندان بهشت زهرا

خسرو فرخزادی روز یکشنبه ۱۶ فروردین‌ ۱۳۹۴ بر اثر یک سانحه رانندگی به کما رفت و در نهایت عصر ۱۷ فروردین بر اثر ایست قلبی درگذشت.

## کارنامه هنری

### مجموعه تلویزیونی
| سال  | عنوان              | کارگردان          | شبکه                  |
| ---- | ------------------ | ----------------- | --------------------- |
| ۱۳۹۴ | معمای شاه          | محمدرضا ورزی      |                       |
| ۱۳۹۲ | یادآوری            | حجت قاسم زاده اصل | شبکه آی فیلم          |
| ۱۳۹۱ | بال های خیس        | عباس رنجبر        |                       |
| ۱۳۹۰ | توطئه فامیلی       | رامبد جوان        |                       |
| ۱۳۸۹ | تبریز در مه        | محمدرضا ورزی      |                       |
| ۱۳۸۸ | سال‌های مشروطه      | محمدرضا ورزی      |                       |
| ۱۳۸۷ | عمارت فرنگی        | محمدرضا ورزی      |                       |
| ۱۳۸۶ | پدرخوانده          | محمدرضا ورزی      |                       |
| ۱۳۸۵ | سال‌های برف و بنفشه | سعید سلطانی       |                       |
| ۱۳۸۴ | قلب                | مسعود تکاور       |                       |
| ۱۳۸۳ | روشنایی‌های شهر     | مسعود کرامتی      |                       |
| ۱۳۸۱ | آخرین آواز ققنوس   | مسعود تکاور       |                       |
| ۱۳۸۱ | عروج               | سیروس مقدم        |                       |
| ۱۳۸۰ | دردسر والدین       | مسعود نوابی       |                       |
| ۱۳۸۰ | دانشسرا            | محمد عمرانی       | سیمای خانواده شبکه یک |
| ۱۳۸۰ | پلیس جوان          | سیروس مقدم        |                       |
| ۱۳۸۰ | کریم خان زند       | محمدرضا ورزی      |                       |
| ۱۳۷۹ | وکیل               | سیروس مقدم        |                       |
| ۱۳۷۸ | سال‌های خاکستری     | محمدرضا ورزی      | مینی سریال            |
| ۱۳۷۸ | روزهای زندگی       | سیروس مقدم        |                       |
| ۱۳۷۷ | تصویر یک رؤیا      | احمد امینی        |                       |
| ۱۳۷۵ | قائم مقام فراهانی  | محمدرضا ورزی      |                       |
| ۱۳۷۵ | گریز               | کریم آتشی         |                       |
| ۱۳۷۵ | فروشگاه            | احمد بهبهانی      |                       |
| ۱۳۷۲ | همسایه‌ها           | حسن فتحی          | رمضان ۱۳۷۲ شبکه یک    |
| ۱۳۷۱ | آخرین سند          | رضا گنجی          |                       |
| ۱۳۶۵ | نهضت‌های آزادی‌بخش   | اسماعیل شنگله     |                       |
| ۱۳۶۴ | آئینه              | غلامحسین لطفی     |                       |
| ۱۳۵۰ | حرف تو حرف         | حسن خیاط باشی     |                       |

### فیلم تلویزیونی
- یک داستان کوتاه و چند داستان دیگر (۱۳۸۹) حجت قاسم زاده اصل
- قصه‌ها و واقعیت‌ها (۱۳۸۸) حجت قاسم زاده اصل
- تنهایی (۱۳۸۶) حجت قاسم زاده اصل
- سقوط (۱۳۷۹) محمد رضا ورزی

### فیلم سینمایی
- صبح روز هفتم (۱۳۸۷)
- ابراهیم خلیل‌الله (۱۳۸۳)
- شیدا (۱۳۷۷)